# Väike-Lähtru
Väike-Lähtru – wieś w Estonii, w prowincji Lääne, w gminie Martna.